# Parquinho Futebol Clube
O Parquinho Futebol Clube é um clube de futebol brasileiro da cidade de Bauru.
A equipe foi fundada em 15 de novembro de 1967 e disputou apenas uma edição do Campeonato Paulista - Série A3, em 1986.

## Títulos
- Campeonato Amador de Bauru: 17 conquistas
- Copa SEMEL: 8 conquistas[2]